# Ritchiea mayumbensis
Ritchiea mayumbensis là một loài thực vật có hoa trong họ Capparaceae. Loài này được Exell miêu tả khoa học đầu tiên năm 1926.